# Órbita solar
Este artículo trata sobre una clase de orbitado alrededor del Sol. Para la clase orbital alrededor de la Tierra, ver órbita heliosincrónica.
En analogía con una órbita geosincrónica, la órbita solar es una órbita heliocéntrica donde el periodo de revolución del satélite juega con el periodo de rotación solar. Estas órbitas ocurren con un radio de 24.360 Gm (0.1628 ua) alrededor del Sol, un poco menos de la mitad del radio orbital de Mercurio. 
Similarmente con una órbita geoestacionaria, la órbita solar es una órbita heliosincrónica con una inclinación cero y una excentricidad cero, tal que el satélite aparenta estar estacionario a un observador en la superficie solar.
Para obtener datos terráqueos, los satélites no se deben poner en esta clase de órbita solar. 
- Datos: Q1014216